# Rodziewszczyzna (sielsowiet Słobódka)
Rodziewszczyzna (biał. Родзеўшчына; ros. Родевщина) – wieś na Białorusi, w obwodzie witebskim, w rejonie brasławskim, w sielsowiecie Słobódka.

## Historia
W czasach zaborów ówczesna wieś leżała w granicach Imperium Rosyjskiego.
W latach 1921–1945 wieś a następnie kolonia leżała w Polsce, w województwie nowogródzkim (od 1926 w województwie wileńskim), w powiecie brasławskim, w gminie Słobódka.
Według Powszechnego Spisu Ludności z 1921 roku zamieszkiwało tu 128 osób, 20 było wyznania rzymskokatolickiego a 108 staroobrzędowego. Jednocześnie 19 mieszkańców zadeklarowało polską przynależność narodową a 109 rosyjską. Było tu 25 budynków mieszkalnych. W 1931 w 23 domach zamieszkiwało 125 osób.
Wierni należeli do parafii prawosławnej i rzymskokatolickiej w Ikaźni. Miejscowość podlegała pod Sąd Grodzki w Brasławiu i Okręgowy w Wilnie; właściwy urząd pocztowy mieścił się w Słobódce.
W wyniku napaści ZSRR na Polskę we wrześniu 1939 miejscowość znalazła się pod okupacją sowiecką. Od czerwca 1941 roku pod okupacją niemiecką. W 1944 miejscowość została ponownie zajęta przez wojska sowieckie i włączona do Białoruskiej SRR.
Do 1959 w składzie sielsowietu Ikaźń.
Od 1991 w składzie niepodległej Białorusi.